# Daniel Freitas
Daniel Alexandre Loureiro Silva Freitas, conegut com a Daniel Freitas, (Vila Nova de Famalicão, districte de Braga, 10 de maig de 1991) és un ciclista portuguès, professional des del 2011. Actualment corre al Rádio Popular-Boavista.

## Palmarès
- 2022
  - Vencedor d'una etapa al Gran Premi Internacional de ciclisme de Torres Vedras - Trofeu Joaquim Agostinho